# 2006-os magyar labdarúgó-szuperkupa
A 2006-os magyar labdarúgó-szuperkupa a szuperkupa 9. kiírása volt, amely az előző szezon első osztályú bajnokságának és a magyar kupa győztesének évenkénti mérkőzése. 2005 után, ebben az évben is két mérkőzésen dőlt el kupa sorsa. Az első találkozót 2006. július 17-én, a visszavágót július 20-án rendezték meg. A döntő két résztvevője a Debreceni VSC és az FC Fehérvár volt.
A trófeát a debreceni csapat hódította el, ezzel ők lettek a magyar szuperkupa kilencedik kiírásának a győztesei. A piros-fehér csapat immáron második alkalommal nyerte meg a szuperkupát.

## Résztvevők
A mérkőzés két résztvevője a Debreceni VSC és az FC Fehérvár volt. A DVSC 2006-ban második bajnoki címét szerezte meg, míg a székesfehérváriak első magyar kupa sikerüket aratták, a Vasas elleni budapesti fináléban.

## 1. mérkőzés
| 2006. július 17. 20:00 |

| FC Fehérvár               | 0–1   | Debreceni VSC                     |
| ------------------------- | ----- | --------------------------------- |
| Vincze 26′ Horváth G. 35' | (0–1) | Bogdanović 4' Éger 74' Máté 90+1' |

| Sóstói Stadion, Székesfehérvár Nézőszám: 3 000 Játékvezető: Bede Ferenc (magyar) |

| FC FEHÉRVÁR:  |                     |         |
|               |                     |         |
| K             | Sebők Zsolt         |         |
| V             | Csizmadia Csaba     |         |
| V             | Kuttor Attila       |         |
| V             | Koller Ákos         |         |
| V             | Vincze Zoltán       | 26′     |
| KP            | Mario Božić         |         |
| KP            | Schwarcz Zoltán     |         |
| KP            | Farkas Balázs       |         |
| KP            | Nagy Dániel         | 56'     |
| CS            | Horváth Ferenc      | 30'     |
| CS            | Sitku Illés         | 81'     |
| Cserék:       |                     |         |
| V             | Horváth Gábor       | 30' 35' |
| KP            | Lattenstein Norbert | 56'     |
| CS            | Jusuf Dajić         | 81'     |
| Edző:         |                     |         |
| Csertői Aurél |                     |         |

| DEBRECENI VSC: |                      |       |
|                |                      |       |
| K              | Csernyánszki Norbert |       |
| V              | Bernáth Csaba        |       |
| V              | Éger László          | 74'   |
| V              | Máté Péter           | 90+1' |
| V              | Szatmári Csaba       |       |
| KP             | Dombi Tibor          | 65'   |
| KP             | Dragan Vukmir        |       |
| KP             | Sándor Tamás         | 70'   |
| KP             | Halmosi Péter        |       |
| CS             | Igor Bogdanović      | 4'    |
| CS             | Bojan Brnović        | 65'   |
| Cserék:        |                      |       |
| KP             | Madar Csaba          | 65'   |
| KP             | Dzsudzsák Balázs     | 70'   |
| CS             | Zsolnai Róbert       | 65'   |
| Edző:          |                      |       |
| Supka Attila   |                      |       |

## 2. mérkőzés
| 2006. július 20. 20:00 |

| Debreceni VSC                                                                            | 2–1   | FC Fehérvár                                  |
| ---------------------------------------------------------------------------------------- | ----- | -------------------------------------------- |
| Dzsudzsák 53' Koller 88' (öngól) Szatmári 13' Halmosi 20' Dombi 42' Éger 70' Bernáth 75′ | (0–1) | Horváth G. 7' 72' Božić 11' Horváth F. 90+1' |

| Oláh Gábor utca, Debrecen Nézőszám: 8 000 Játékvezető: Fábián Mihály (magyar) |

| DEBRECENI VSC: |                      |                 |
|                |                      |                 |
| K              | Csernyánszki Norbert |                 |
| V              | Bernáth Csaba        | 75′             |
| V              | Éger László          | 70'             |
| V              | Virág Béla           |                 |
| V              | Szatmári             | 13' a szünetben |
| KP             | Dombi Tibor          | 42'             |
| KP             | Dragan Vukmir        | 74'             |
| KP             | Sándor Tamás         |                 |
| KP             | Halmosi Péter        | 20'             |
| CS             | Igor Bogdanović      |                 |
| CS             | Bojan Brnović        | 65'             |
| Cserék:        |                      |                 |
| KP             | Balogh Zoltán        | 74'             |
| KP             | Dzsudzsák Balázs     | a szünetben 53' |
| CS             | Zsolnai Róbert       | 65'             |
| Edző:          |                      |                 |
| Supka Attila   |                      |                 |

| FC FEHÉRVÁR:  |                     |             |
|               |                     |             |
| K             | Sebők Zsolt         |             |
| V             | Csizmadia Csaba     |             |
| V             | Kuttor Attila       |             |
| V             | Koller Ákos         | 88' (öngól) |
| V             | Horváth Gábor       | 7' 72'      |
| KP            | Mario Božić         | 11'         |
| KP            | Schwarcz Zoltán     |             |
| KP            | Farkas Balázs       | 82'         |
| CS            | Jusuf Dajić         | 59'         |
| CS            | Sitku Illés         |             |
| CS            | Györök Tamás        | 59'         |
| Cserék:       |                     |             |
| KP            | Lattenstein Norbert | 59'         |
| CS            | Horváth Ferenc      | 82' 90+1'   |
| CS            | Alekszandr Alumona  | 59'         |
| Edző:         |                     |             |
| Csertői Aurél |                     |             |

## Lásd még
- 2005–2006-os magyar labdarúgó-bajnokság (első osztály)

## Külső hivatkozások
- A Magyar Labdarúgó-szövetség hivatalos honlapja (magyarul)
- Az 1. mérkőzés adatlapja a magyarfutball.hu-n (magyarul)
- A 2. mérkőzés adatlapja a magyarfutball.hu-n (magyarul)
- Az Origo beszámolója az 1. mérkőzésről (magyarul)
- Az Origo beszámolója a 2. mérkőzésről (magyarul)